# Shurab
Shurab (en tayiko: Шӯроб o Шураб; en ruso: Шураб) es una localidad del distrito de Isfara en la provincia de Sughd, Tayikistán. La ciudad fue fundada en 1952 en la República Socialista Soviética de Tayikistán. En la época soviética tenía alrededor de 8.400 habitantes (1991), la mayoría de sus habitantes trabajaba en la industria de la minería del carbón. Hubo varias fábricas, un Palacio de la Cultura, un estadio, una biblioteca, un cine, y un parque. La ciudad era suministrada por Moscú, los salarios de la población local eran más altos que en muchos otros pueblos de Tayikistán y la vivienda allí se consideraba prestigiosa por muchos ciudadanos de la Unión Soviética.
Después de la desintegración de la Unión Soviética en 1991 la mayoría de las minas de carbón, fábricas e instituciones culturales estaban cerrados y la ciudad perdió cerca de la mitad de su población.
A partir de 2003, la ciudad, con muchos edificios en ruinas, experimentó un rápido deterioro, el sistema de suministro de agua estaba casi roto, el agua se suministra a la gente durante unos diez minutos al día y un apartamento de tres habitaciones pasó a costar unos 150 rublos (5 dólares).

## Transporte
Shurab era la estación central de una división de los antiguos Ferrocarriles Soviéticos.

## Nativos
- Neli Kim, medallista olímpica soviética.